# سیارک ۱۸۵۷۴
سیارک ۱۸۵۷۴ (به انگلیسی: 18574 Jeansimon، نامگذاری:1997WO23) هجده هزار و پانصد و هفتاد و چهارمین سیارک کشف شده‌است که در ۲۸ نوامبر ۱۹۹۷ کشف شد.
قدر مطلق سیارک برابر ۱۴٫۸ است.